# Tettau
Tettau es un municipio situado en el distrito de Alto Bosque del Spree-Lusacia, en el estado federado de Brandeburgo (Alemania), a una altitud de 100 metros. Su población a finales de 2016 era de unos 800 habs. y su densidad poblacional, 90 hab/km².